# Arc eye
|  | Denne artikel er oprettet af botten Steenthbot ud fra en ekstern database. Den kan derfor have sproglige fejl eller mangler. Denne skabelon kan fjernes efter kontrol af indholdet. |

Arc eye er en dansk eksperimentalfilm fra 2014 instrueret af Émile Sadria.

## Handling
Optaget i Vinterhaven på Ny Carlsberg Glyptoteket, tager Émile Sadrias film Arc Eye (2014) udgangspunkt i en ældre kunstners liv. Sadria låner fra det klassiske filmiske narrativ, men eksperimenterer med formen og genovervejer kritisk den narrative form i et kunstfilm-format.

## Medvirkende
- Søren Boda Andersen